# The Smashing Machine
The Smashing Machine är en kommande amerikansk biografisk sport- och dramafilm med premiär 2025. Den är regisserad av Benny Safdie efter ett manus skrivet av Safdie och Mark Kerr.
Filmen har biopremiär i Sverige den 17 oktober 2025, utgiven av Nordisk Film.

## Handling
Filmen berättar historien om MMA-stjärnan Mark Kerr.

## Rollista (i urval)
- Dwayne Johnson – Mark Kerr
- Emily Blunt – Dawn Staples
- Ryan Bader – Mark Coleman
- Bas Rutten – sig själv
- Oleksandr Usyk – Igor Vovchanchyn
- Satoshi Ishii – Enson Inoue